# Fațetare

Stella octangula ca fațetare a cubului

În geometrie fațetarea este un procedeu de creare a unui poligon, poliedru sau politop nou prin îndepărtarea unor părți din el, fără a crea vreun vârf nou.
Noile laturi (muchii) ale unui poliedru fațetat pot fi create de-a lungul diagonalelor fețelor sau diagonalelor spațiale interioare. Un poliedru fațetat va avea două fețe adiacente fiecărei laturi și creează noi poliedre sau compuși de poliedre.
Fațetarea este procesul dual al stelării. Pentru fiecare stelare a unui politop convex, există o fațetare (duala stelării) a politopului dual.

## Poligoane fațetate
De exemplu, un pentagon regulat are o fațetare simetrică, pentagrama, iar hexagonul regulat are două fațetări simetrice, una ca poligon și una ca un compus din două triunghiuri.
| Pentagon         | Hexagon        | Hexagon     | Decagon          | Decagon     | Decagon       | Decagon        | Decagon        | Decagon        | Decagon        |
| ---------------- | -------------- | ----------- | ---------------- | ----------- | ------------- | -------------- | -------------- | -------------- | -------------- |
|                  |                |             |                  |             |               |                |                |                |                |
| Pentagramă {5/2} | Hexagon stelat | Compus 2{3} | Decagramă {10/3} | Compus 2{5} | Compus 2{5/2} | Decagon stelat | Decagon stelat | Decagon stelat | Decagon stelat |
|                  |                |             |                  |             |               |                |                |                |                |

## Poliedre fațetate
Icosaedrul regulat poate fi fațetat în trei poliedre Kepler–Poinsot: micul dodecaedru stelat, marele dodecaedru și marele icosaedru. Toate au câte 30 de laturi.
| Convex    | Stelate regulate  | Stelate regulate        | Stelate regulate |
| icosaedru | marele dodecaedru | micul dodecaedru stelat | marele icosaedru |
| --------- | ----------------- | ----------------------- | ---------------- |
|           |                   |                         |                  |

Dodecaedrul regulat poate fi fațetat într-un poliedru Kepler–Poinsot regulat, trei poliedre stelate uniforme și trei compuși poliedrici regulați. Poliedrele stelate uniforme și compusul de cinci cuburi sunt construite cu diagonalele fețelor. Dodecaedrul excavat este o fațetare cu fețe hexagonale stelate.
| Convex     | Stelat regulat           | Stelat uniform                   | Stelat uniform               | Stelat uniform                    | Tranzitiv pe vârfuri |
| Dodecaedru | Marele dodecaedru stelat | Micul icosidodecaedru ditrigonal | Dodecadodecaedrul ditrigonal | Marele icosidodecaedru ditrigonal | Dodecaedrul excavat  |
| ---------- | ------------------------ | -------------------------------- | ---------------------------- | --------------------------------- | -------------------- |
|            |                          |                                  |                              |                                   |                      |

| Convex     | Compus regulat  | Compus regulat | Compus regulat |
| Dodecaedru | Cinci tetraedre | Cinci cuburi   | Zece tetraedre |
| ---------- | --------------- | -------------- | -------------- |
|            |                 |                |                |

## Istoric
Fațetarea nu a fost studiată la fel de amănunțit ca stelarea.
- În 1568 Wenzel Jamnitzer a publicat cartea sa Perspectiva Corporum Regularium, arătând multe stelări și fațetări ale poliedrelor.[1]
- În 1619 Kepler a descris un compus regulat din două tetraedre plasate într-un cub, compus pe care l-a numit Stella octangula.
- În 1858 Bertrand a obținut două poliedre stelate (poliedre Kepler–Poinsot) prin fațetarea icosaedrului și dodecaedrului.
- În 1974 Bridge a enumerat cele mai multe fațetări directe ale poliedrelor regulate, inclusiv cele ale dodecaedrului.
- În 2006, Inchbald a descris teoria de bază a diagramelor de fațetare pentru poliedre. Pentru un vârf dat, o asemenea diagramă arată toate laturile și fațetele (noile fețe) posibile care pot fi utilizate pentru a forma fațete ale corpului inițial. Este duala diagramei de stelare a poliedrului dual, care arată toate laturile și vârfurile posibile pentru un plan al feței corpului inițial.